# Мартин Луков
Мартин Луков е български футболист, вратар. Състезател на Левски (София) и националния отбор на България.
С Локомотив (Пловдив) е двукратен носител на Купата на България през 2019 и 2020 г.., носител на Суперкупата на България през 2020 г. и сребърен медалист в Първа лига за сезон 2020/21.
Избран е за Вратар №1 на България за сезон 2019/20, през сезон 2015/16 е под номер 3 в същата класация.

## Кариера
Започва в школата на столичния ПФК Славия (София), където тренира под ръководството на Милчо Евтимов. По-късно преминава в ДЮШ на ПФК Левски (София) където изиграва 4 сезона. Последните 2 сезона от юношеските формации се състезава отново за отбора на ПФК Славия (София). Вицешампион на България с отбора на ПФК Славия (София) (елитна U-17) и ПФК Левски (София) (елитна U-19).
През 2012 година е привлечен в тима на ФК Сливнишки герой (Сливница), от треньора на вратарите Борислав Драгомиров. Играе още за отборите на Витоша (Бистрица), ФК Пирин (Разлог), Оборище (Панагюрище) а през 2016 година подписва договор с ПФК Дунав (Русе).
В журналистическата класация за Футболист на годината 2016, е посочен като №3 в класацията, а е само на 23 години. Нарежда се след победителя Владислав Стоянов и заелия второ място страж на ПФК Левски (София) - Боян Йоргачевич.
През лятото на 2018 г. преминава в Локомотив Пловдив, където идват и най-големите успехи на футболиста. В рамките на следващите три сезона печели 3 купи (2 Купи на България за сезони 2018/19 и 2019/20 и 1 Суперкупа на страната през 2020, както и второ място в първенството за сезон 2020/21. През сезон 2019/20 е избран е за най-добър вратар в Първа лига. Благодарение на силните си изяви с черно-белия екип стига и до националния отбор на България.
На 21 юни 2021 г. Луков е трансфериран от Локомотив Пловдив в Ал-Тай (Саудитска Арабия).

## Национален отбор
Луков има записани официални срещи за аматьорския национален отбор на България, с който участва в европейското първенство в Италия през 2013 г.
През септември 2018 година става част от българския национален тим, след като е включен в групата футболисти за Турнира Лига на нациите на УЕФА 2018 от старши треньора на България Петър Хубчев.

## Отличия
Локомотив (Пловдив)
- Купа на България (2 пъти) – 2018/19, 2019/20
- Суперкупа на България (1 път) – 2020
- Вицешампион (1 път) – 2020/21

Индивидуални успехи
- Вратар №1 на България (1 път) – 2020
- Вратар №3 на България (1 път) – 2016